# Brendan Hughes
Brendan Hughes (Belfast, juny o 16 d'octubre de 1948 - 16 de febrer de 2008), també conegut com "The Dark" o "Darkie", va ser un líder republicà irlandès i officer commanding (OC) de la Brigada de Belfast de l'Exèrcit Republicà Irlandès Provisional (IRA o PIRA). Empresonat per ser un dels membres més actius de l'organització paramilitar, organitzador d'atemptats com el Divendres Sagnant, va liderar la primera vaga de fam dels presos republicans el 1980.

## Orígens
Hughes va néixer en una família catòlica nacionalista irlandesa del Lower Falls de Belfast. El seu pare va haver de fer-se càrrec de sis fills, ja que la seva mare va morir als 31 anys. El 1963 Hughes va deixar l'escola i va començar a treballar en un escorxador, i després de diverses feines eventuals va entrar a la Marina mercant entre 1963 i 1969. Arràn dels aldarulls d'Irlanda del Nord de 1969 es va involucrar en el moviment republicà, participant en la defensa dels barris catòlics davant els atacs lleialistes. Va ser reclutat per integrar-se a l'IRA pel seu cosí Charles Hughes, que era l'O/C (officer commanding) de la Brigada de Belfast durant el toc de queda de Falls del 1970, i va ser assassinat a trets el març de 1971 per l'IRA Oficial.

## Brigada de Belfast
Hughes es va unir a la brigada de Belfast de l'IRA Provisional el 1969, i fins al 1972 va participar en múltiples atacs contra soldats britànics i robatoris a bancs per recaptar fons per al moviment republicà. Hughes destacava per la seva astúcia i tenacitat, i va ser clau en els primers "èxits" de l'IRA a Belfast, especialment a la zona de Falls Road, on la seva unitat (The Dogs) realitzava fins a quatre o cinc operacions diàries contra els britànics. Després de la fi de la treva de l'IRA el juliol del 1972, Hughes va ser un comandant de l'IRA durant la batalla de Lenadoon, que es va estendre ràpidament a d'altres parts de Belfast. Diversos civils, soldats britànics i voluntaris republicans i lleialistes van resultar ferits o assassinats. Hughes es va convertir en un dels membres més buscats de l'IRA, al que els britànics van posar el sobrenom de The Dark per la dificultat en identificar-lo.
Hughes fou el responsable d'una de les fites més important en la modernització de l'arsenal de l'IRA, ja que va convèncer la direcció dels provos d'importar rifles ArmaLite americans, en una operació que va dirigir exitosament i que va ser decisiva per una escalda de major violència al conflicte nord-irlandès. Com a O/C de la Brigada de Belfast, va ser l'organitzador principal de l'anomenat Divendres Sagnant, el 21 de juliol de 1972, quan l'IRA va fer esclatar 22 bombes per tota la ciutat de Belfast matant nou persones, inclosos dos soldats britànics, un membre de l'Associació de Defensa de l'Ulster (UDA), dos nois adolescents i una mare de set fills; 130 persones van resultar ferides.

## Empresonament
El 19 de juliol de 1973, Hughes va ser detingut a Falls Road juntament amb Gerry Adams, que més tard seria president del Sinn Féin entre 1983 i 2018, i Tom Cahill. Van ser interrogats durant més de 12 hores a la caserna de Springfield Road de la Royal Ulster Constabulary (RUC), on van ser apallissats i torturats. Més tard a Castlereagh, abans de ser transportats a la presó de Long Kesh.

### Fugida
El 8 de desembre, Hughes va escapar dins d'un matalàs enrotllat a la part posterior d'un camió d'escombraries i va fugir cap a la República d'Irlanda. Després de deu dies, havia tornat a Belfast després d'assumir una nova identitat, convertint-se en un venedor de joguines anomenat "Arthur McAllister". Durant cinc mesos, Hughes va viure a Myrtlefield Park, a prop de Malone Road, i es creu que era el nou O/C de l'IRA a Belfast després de la detenció d'Ivor Bell al febrer. El 10 de maig de 1974, Hughes va ser detingut i a casa van trobar una metralladora, quatre rifles, dues pistoles i munició. Hughes va ser condemnat a quinze anys de presó. Tres anys després de la seva detenció, Hughes va rebre una pena addicional de cinc anys després d'involucrar-se en una baralla i haver agredit un oficial de la presó.

### Protestes a la presó
Com que va ser condemnat després de l'1 de març de 1976, Hughes va ser transferit dels als blocs H de Maze i va perdre el seu estatus penitenciari especial (l'anomenat Special Category Status). Es va negar a portar l'uniforme de presó, unint-se a la Blanket protest. Poc després d'arribar als blocs H, Hughes es va convertir en el cap de l'IRA a la presó, i el març de 1978 va ordenar als presoners que iniciessin l'anomenada protesta de la brutícia, que consistia en no rentar-se i no utilitzar els sanitaris.

### Vaga de fam
Hughes va liderar la vaga de fam iniciada pels presos republicans el 1981. En contra dels desitjos del Consell de l'Exèrcit de l'IRA, el 27 d'octubre de 1980, ell i sis altres presoners republicans, inclosos Tom McFeely, John Nixon (membre de l'INLA, Sean McKenna, Tommy McKearney i Raymond McCartney, van rebutjar menjar i van iniciar una vaga de fam. Durant el segon mes de vaga de fam, el govern britànic, dirigit per Margaret Thatcher, va enviar un intermediari per informar Hughes d'una possible negociació. Un dels vaguistes, Sean McKenna, estava a punt de morir, i Hughes va aturar la vaga de fam als 53 dies. La decepció per les intencions reals del govern de Tatcher va portar el nou cap de l'IRA a la presó, Bobby Sands, a iniciar l'1 de març de 1981 una segona vaga de fam, en contra de l'opinió de Hughes.

## Alliberament
Hughes va sortir de la presó el 1986 i va tornar a viure a Belfast, vivint inicialment a casa de Gerry Adams. Com a figura històrica dels provos, va seguir actiu en diverses activitats l'IRA i el Sinn Féin. Segons el periodista Peter Taylor, va ser nomenat membre de la Unitat de Seguretat Interna de l'IRA, i va fer d'enllaç entre el Northern Command de l'IRA i les unitats rurals de Tyrone i Armagh. També viatjà als Estats Units en el marc d'una campanya de recollida de fons i suports per a la causa republicana. El 1990, Hughes va comparèixer en una roda de premsa a Bilbao, organitzada pel partit basc Batasuna, per donar suport a una amnistia per als presos d'ETA.

## Dissidència
Va renunciar al seu lloc en el Consell de l'Exèrcit de l'IRA el 1994. A partir de la dècada del 2000, es va tornar cada vegada més crític amb el rumb polític de la direcció del Sinn Féin. El 2000, va criticar la direcció del Sinn Féin per permetre a les empreses constructores a l'oest de Belfast pagar salaris baixos a exp-presos republicans, i va declarar que la direcció republicana havia deixat caure els seus ideals per aconseguir la pau a Irlanda del Nord. En aquest sentit, Hughes va col·laborar en la publicació dissident The Blanket, on es mostrava desil·lusionat a mesura que es desenvolupava l'Acord de pau irlandès, i per les conseqüències que tenia pels paramilitars veterans aquella nova etapa més política. En una entrevista enregistada per al Projecte Belfast del Boston College, un projecte de memòria històrica impulsat pel periodista Ed Moloney, Hughes va descriure el paper de Gerry Adams dins de l'IRA, i la seva relació amb l'assassinat i l'enterrament secret de Jean McConville, una dona segrestada a Falls Road el 1972. Posteriorment, Adams va negar qualsevol paper en la mort de McConville i va dir que Hughes havia mentit.

## Mort
L'octubre del 2006, Hughes va aparèixer a la portada del diari Irish News després de ser sotmès a una operació per salvar la vista, fruit de complicacions de les seqüeles que havia deixat la vaga de fam en la seva salut. El 16 de febrer de 2008 Hughes va morir, a l'edat de 59 anys, a l'hospital de Belfast. Després d'una missa de rèquiem a la Catedral de Sant Pere, va ser incinerat al cementiri de Roselawn, i les seves cendres es van escampar a les muntanyes Cooley, prop del poble d'Omeath, al comtat de Louth, República d'Irlanda. El febrer de 2011, es va erigir un monument commemoratiu de pedra en memòria de Hughes, però va ser destruït en un atac nocturn poc després.

## Dramatització
Hugues apareix interpretat per Anthony Boyle a la sèrie del 2024 No diguis res, basada en el llibre homònim de Patrick Radden Keefe.